# Jean-Pierre Etcheverry
Pour les articles homonymes, voir Etcheverry.
Jean-Pierre Etcheverry, né le 10 février 1940 à Nanterre et mort le 30 octobre 2005 à Ajaccio, est un joueur français de handball évoluant au poste de pivot.
Il est le frère de l'acteur Robert Etcheverry.

## Carrière
Avant-centre international, il est sélectionné à 89 reprises en équipe de France de handball entre 1959 et 1970.
Après avoir effectué l'essentiel de la sa carrière à l'ASCO (Association sportive des Cheminots de l'Ouest) aux côtés de Roger Lambert et Jean-Louis Silvestro, il est animateur de l'équipe du FC Sochaux et de l'équipe de France dans les années 1960 ; en club, il a également joué à l'ES Colombes et au CSL Dijonnais. Il a été meilleur joueur français en 1961.
Après sa carrière de joueur, il est devenu cadre technique à la FFHB avant de s'installer au début des années 1970 à Ajaccio, où un gymnase porte son nom.
Il est inhumé le 2 novembre 2005 au cimetière Saint-Antoine à Ajaccio.